# Нуер
Нуер (нуери, абинар; самоназвание Ней ти Наат, Nei ti Naath) е един от най-големите племенни съюзи в Източна Африка, влизащ в групата на нилотските народи. Обитават южните части на Судан и Западна Етиопия, като общата им численост е около 1,7 млн. души, което ги прави втората по големина народност в Южен Судан.

## История и мит
Нуер се отделят от родствената народност динка в началото на 18 в. В началото на 19 в. мигрират и разширяват териториите си на изток през реките Нил и Бар ел Зераф, изтласквайки съседните динка, ануак и мабан. Днес нуер доминират в областите край Горен Нил, разпростирайки се към реките Баро и Пибор.
Сред нуер битува мит (известен в няколко варианта), според който Наат (т.е. нуер) и Джанг (Jieng, така нуер наричат динка) са били братя. Баща им обещава, че ще даде крава на Джанг, а младото ѝ теле на Наат, но хитрият Джанг заблуждава баща си и с коварство взима младото теле. Това става причина двамата братя (респективно двете народности) да се разделят, и провокира вечното презрение и незачитане на нуер спрямо динка.

## Език
Езикът Нуер (самоназвание Ток Наат, Thok Naath) влиза в нилотския клон от кир-абайското семейство на Източносуданските езици (Нило-сахарско езиково макросемейство). Говорят се диалектите нуер и атуот.

## Бит
Ритъмът на живота се определя от главно от сезонните промени на климата. В периодът на лятното засушаване отделните поселения се събират в номадски биваци и се отправят със стадата си към блатата и бреговете на реките. През този период се осъществява интензификация на междуплеменните контакти, които намаляват с настъпването на разливите на притоците на Нил. Тогава саваната се заблатява и нуер, разпадайки се на отделни групи, се оттеглят по възвишенията и хълмовете, обкръжени от вода.

## Земеделие и скотовъдство
Скотовъдството е основната стопанска дейност на племената. Нуер развъждат едър рогат добитък, кози и овце. Мъжете обикновено се занимават с пашата, а жените и децата доят животните. Добитъкът традиционно играе важна икономическа, символична и религиозна роля в живота на нуер. При сключване на брак статусът на съпрузите се закрепва с предаването на добитък, принадлежащ на младоженеца, на семейството на младоженката. По този начин бъдещият съпруг получава право на потомство. Цветът и особените белези на кравите и биковете често служат като източник при даването на имена на нуер. Посредством домашните животни нуер общуват с духовете и божествата – втривайки пепел в гърба на крава или бик, те влизат в контакт със свръхестествените сили, молейки ги за помощ. Нито една церемония не се извършва без жертвоприношението на коза, овен или бик.
Отношенията със съседите при племената нуер също се определят от техните възгледи за скотовъдството. Нуер изпитват дълбоко презрение към тези, които не притежават големи стада (например народността ануак) и са готови да жертват живота си, водейки война с племената динка за пасища и добитък.
В допълнение към животновъдството нуер се занимават и със земеделие. Посевите се засаждат в началото на май, когато започва дъждовния сезон. Отглеждат се просо, царевица, сусам, фъстъци, дини, тикви, различни бобови култури и др.

## Занаятчийство
Нуер изработват домашна посуда, оръжие и други предмети за лична употреба и за обмяна със съседните племена. Основните материали, които се използват са обработена и необработена кожа, рога, глина, тикви, дърво и растителни влакна.

## Жилище
Жилищата на нуер са кръгли колиби с коничен покрив и стени от клони, измазани със смес от глина, тор и слама. В едно село на нуер има обикновено 20 – 30 такива колиби, които се налага да бъдат строени отново на всеки 5 – 6 години. В периодът на лятното номадство нуер живеят в леки овални колиби, край които са разположени огражденията за добитъка (подобно на южноафриканските краали). Летните лагери се намират на няколко десетки километра от постоянните селища, а самите села са разположени на 10 – 20 km едно от друго.

## Храна
Обикновено ежедневната храна се състои от месо (колят се обикновено старите животни), мляко (в това число смесено с кръв), риба, дивеч, плодове и зеленчуци, тестени питки.

## Облекло
Традиционното мъжко облекло е набедрена превръзка; жените носят престилки от кожа, украсени с ресни с нанизани на тях мъниста. Украшенията им са гривни на ръцете и краката, изработени от мед, кост, дърво и др., както и огърлици от мъниста и раковини. Носят се и амулети, изработени обикновено от кожа, треви и зъби на хищни животни.

## Традиционна социална организация
Родствената система при нуер е патрилинейна, а селищата са основани на патрилокален принцип. Браковете са главно моногамни, но в някои случаи се практикува полигиния. Младоженецът плаща на семейството на бъдещата си съпруга брачен откуп във вид на добитък (стандартното количество е 40 глави).
Нуер не признават вождове, при тях всички правни и политически въпроси се решават с помощта на най-авторитетните хора от племето, които благодарение на способностите и знанията си се ползват с общественото признание и доверие.